# رونالد کیبلی
رونالد کیبلی (انگلیسی: Ronald Keeble؛ زادهٔ ۱۴ ژانویهٔ ۱۹۴۶) دوچرخه‌سوار اهل بریتانیا است.
وی در مسابقات کشوری و بین‌المللی در مجموع برندهٔ ۱ مدال برنز شده‌است.